# Lycée du Parc-Impérial
Cet article concerne un lycée à Nice. Pour le lycée à Lyon, voir lycée du Parc. Pour le lycée Impérial à Marseille, voir lycée Thiers.

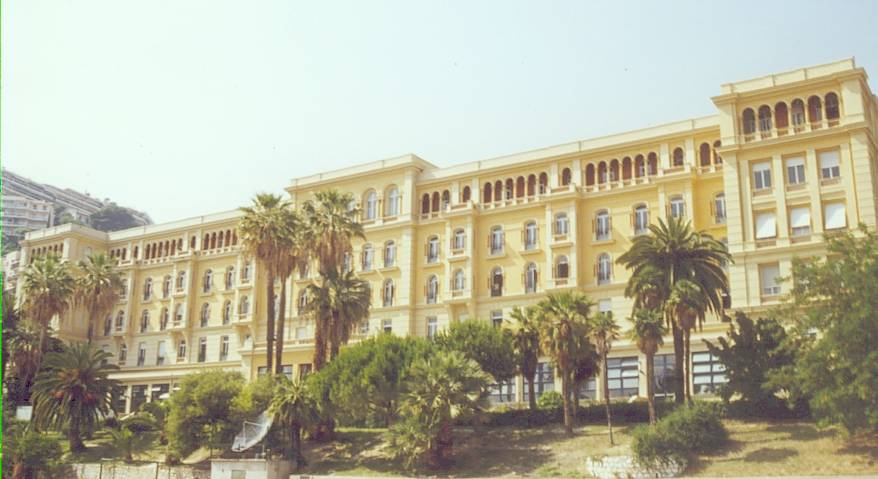
La façade sud du bâtiment principal du lycée prise depuis le stade.

Le lycée du Parc-Impérial ou cité mixte du Parc-Impérial est un établissement français d'enseignement secondaire et supérieur, situé à Nice, au 2 avenue Paul-Arène dans le quartier du Piol.
Autrefois hôtel de prestige sous le nom d'hôtel Impérial, inauguré en 1902 et accueillant entre autres la famille impériale de Russie en villégiature, il fut ré-aménagé en établissement scolaire entre 1926 et 1930. C'est aujourd'hui le plus grand lycée de Nice par le nombre d'élèves.

## Histoire

### De l'Hôtel du Parc Impérial
L'exposition internationale de Nice de 1883 attire de riches vacanciers. L'arrière pays, principalement agricole, est très convoité pour ses terrains et divers projets de constructions.
En effet, avant que le lycée ne soit, les lieux étaient la propriété d'un riche agriculteur : le domaine Bermond. Ce domaine, grand de 25 000 m2, était en grande partie utilisé pour des cultures maraîchères et fruitières (environ 14 000 m2). Le reste du domaine était occupé en partie par des villas, transformées avec le temps pour accueillir de riches hôtes étrangers venus profiter de la Côte d’Azur. Les principaux vacanciers du domaine Bermond sont la famille impériale russe entre 1860 et 1890.
Vers 1890, un riche propriétaire français de l'Oise : Benoît Gay, s'intéresse au domaine Bermond pour le transformer, et y construire un fabuleux hôtel agrémenté de jardins.
Le 12 août 1896, Benoît Gay rachète la majeure partie du domaine Bermond à la suite d'une vente aux enchères. Il fait dessiner un plan de découpe de 73 lots. Les terrains sont d'une superficie qui avoisine les 100 m2. En 1897, Gay revend une partie de ce domaine à un architecte français : François Durel et surtout à son ami et associé Louis Eugène Thomas, homme d'affaires héraultais et édificateur de la villa Nellcôte à Villefranche-sur-Mer, en même temps qu'il construisait l'hôtel Impérial. Le projet de construction de l'hôtel est confié à l'architecte polonais Adam Dettloff. On le charge de viabiliser les terrains, démolir les anciennes villas - dont la villa Bermond où la famille impériale russe avait ses quartiers ; mais surtout, on lui confie la construction de l'hôtel ainsi qu'un lotissement. Les deux hommes[Qui ?] s'entendent parfaitement bien. À tel point que l'architecte Dettloff se permet des paiements de sa poche aux différents acteurs du projet que Gay lui rembourse. Le 14 juin 1899 marque le début des travaux. On commence par déboiser le terrain, le 22 juin les terrassements, et le 24 juin les fouilles. Le chantier était d'une ampleur qui n'avait aucun égal à Nice pour l'époque. La Compagnie des chemins de fer du Sud de la France, dont la ligne nouvelle de chemin de fer jouxte la propriété, livre les matériaux de construction. L'architecte fait construire différents bâtiments annexes (bureaux des ouvriers, réserve de matériaux…). Le projet avance en respectant les calendriers établis. Adam Dettloff décide d'utiliser du béton armé pour construire le bâtiment. C'est un choix déterminant puisque c'est une des premières fois à Nice qu'on utilise cette technique de construction pour un hôtel. Le chantier emploie plus de 400 ouvriers.
C'est alors que le 12 décembre 1899 un grave accident survient. Les travaux avaient été interrompus quelques jours plus tôt à cause d'une mauvaise météo alors que le plancher du rez-de-chaussée était coulé et recouvert de protections. On reprend donc les travaux le 12 décembre, lorsque, vers midi, le plancher s'écroule sur le sous-sol. La raison d'un tel accident provient d'une infiltration d'eau dans le béton qui a gelé par la suite. Le dégel a donc provoqué un éclatement interne du béton qui ne résista plus à la contrainte. L'accident fit deux morts et huit blessés. Par la suite la technique de construction nouvelle est mise en cause, mais à la suite de l'enquête et de nouveaux essais, l'architecte est mis hors de cause et les travaux reprennent pendant près de deux ans et demi.
Le 18 janvier 1902, on inaugure l'Hôtel Impérial. La bâtisse de 109 m de long, 27 m de large et 35 m de haut est colossale, elle est accompagnée  d'une annexe, une petite rotonde dédiée à la famille impériale de 43 m de long pour 27 m de large et 18 m de haut. L'hôtel dispose d'un confort immense pour l'époque : ascenseurs hydrauliques et eau courante (chaude et froide). La cérémonie d'inauguration est discrète et en l'absence d'Eugène Louis Thomas, co-édificateur du lieu. L'exploitation de l'hôtel est satisfaisante et attire les riches vacanciers d'Europe. Plus tard, l'entreprise fait construire des courts de tennis où la championne Suzanne Lenglen vient s'entraîner. En 1913, un conflit éclate entre les deux hommes-clés du projet, Benoit Gay et Eugène Thomas. Ils sont poursuivis par 25 créanciers et l'architecte réclame près de 300 000 FF d'honoraires aux deux propriétaires. Lorsque la Première Guerre mondiale éclate, le bâtiment est réquisitionné par les autorités et transformé en hôpital. Le déclin de l'hôtel s'amorce. Pourtant, Benoit Gay et Pauline Thomas, fille d'Eugène Thomas, président ensemble à la destinée de l'hôtel jusqu'à sa vente à la ville de Nice en 1926.

### Au lycée du Parc-Impérial
La mairie de Nice rachète finalement la propriété en 1926. Le maire Jean Médecin confie à Alexandre Mari (son prédécesseur) le soin de remettre le bâtiment en état en vue de le transformer en établissement scolaire. Les travaux d'aménagements sont achevés en fin d'année 1930. Le lycée est inauguré le 19 juin 1931 sous le nom « lycée Alexandre-Mari », il est alors une annexe du lycée de garçons de Nice. En 1948, le lycée devient un établissement à part entière sous le nom de « lycée du Parc-Impérial ». Sa fréquentation ne cesse d'augmenter d'année en année. Il subit alors une extension en 1957 (au nord de la propriété). Entre 1967 et 1968, l'immense toiture mansardée en ardoise est démontée ainsi que son clocheton. Les tourelles du dernier étage de la façade sud sont retirées et les murs sont alors à angle droit. Le grand escalier est démoli ainsi que la rotonde « Palais Impérial ». Depuis ces travaux, l'architecture n'a presque pas changé. Les Universités du Monde s'y déroulent en été et y réunissent des professeurs de français venant de 140 pays.
Depuis 1986, une halte de la ligne ferroviaire Nice-Digne est située en face de l'entrée du lycée du Parc-Impérial, facilitant ainsi son accès.

## Enseignement
L'établissement comporte un collège et un lycée. Près de trois mille élèves y sont scolarisés en septembre 2019. Le lycée est le plus important de la ville de Nice. À titre d'exemple, à la rentrée 2019, il comporte seize classes de seconde. En février 2019, le lycée dispose de 110 enseignants.

## Classement
D'après le classement établi par l'hebdomadaire L'Express, en 2011, le lycée se classe 19e sur 28 au niveau départemental quant à la qualité d'enseignement, et 1422e sur 1930 au niveau national.
En 2013, il se classe 18e sur 27 au niveau départemental et 1540e sur 2248 au niveau national.
En 2014, il se classe 20e sur 33 au niveau départemental et 1339e sur 1996 au niveau national.
En 2015, il se classe 31e sur 32 au niveau départemental et 2033e sur 2301 au niveau national.
En 2016, il se classe 24e sur 33 au niveau départemental et 1526e sur 2277 au niveau national.
En 2017, il se classe 32e sur 33 au niveau départemental et 1971e sur 2277 au niveau national.
En 2018, il est 20e sur 34 au niveau départemental et 1052e sur 2277 au niveau national.
En 2019, il est 22e au niveau départemental et 1 855e au niveau national.
Le classement s'établit sur trois critères : le taux de réussite au bac, la proportion d'élèves de première qui obtient le baccalauréat en ayant fait les deux dernières années de leur scolarité dans l'établissement, et la « valeur ajoutée » (calculée à partir de l'origine sociale des élèves, de leur âge et de leurs résultats au diplôme national du brevet).

## Anciens professeurs
- Joseph Léonard (1912-1999), professeur de mathématiques, Compagnon de la Libération.